# Edosa leucastis
Edosa leucastis är en fjärilsart som beskrevs av Edward Meyrick 1908. Edosa leucastis ingår i släktet Edosa och familjen äkta malar. Inga underarter finns listade i Catalogue of Life.